# 2622 Bolzano
2622 Bolzano è un asteroide della fascia principale. Scoperto nel 1981, presenta un'orbita caratterizzata da un semiasse maggiore pari a 3,0013935 UA e da un'eccentricità di 0,1036421, inclinata di 11,01677° rispetto all'eclittica.
L'asteroide è dedicato al matematico boemo Bernard Bolzano.